# Henry Hagerup
Henry Ragnvald Hagerup (24. juli 1897 – 13. november 1978) var en norsk skuespiller. Hagerup regnes som som en af Christianias sidste bohemer.
Han boede i Homansbyen, nærmere bestemt på Hegdehaugsveien 27 i Oslo efter 2. verdenskrig. Før den tid boede han på Bygdøy Alle 59, sammen med sin daværende kone Berta Josefine Karoline (født Therkildsen), datteren Anita (gift Nicholls) og sønnen Jarl Frank Waldemar. Henry Hagerup var søn af Peter Lykke-Seest, men men tog tidligt moderens navn i brug da han var født udenfor ægteskab.
Henry var gift fire gange. I det første ægteskab med Karoline hvor han fik sønnen, Per Hagerup. I hans andet ægteskab, med Berta, fik han Anita og Jarl. Hans sidste ægteskaber med Vanda og Edel, var uden børn.
Hagerup optrådte på flere teaterscener som musiker (fløjte) og artist sammen med Walfred Andersen. I tillæg til teatertilværelsen var han en habil kunstmaler. Hagerup deltog som dreng i spillefilmen Fiskerlivets farer i 1907 som var baseret på Seests manuskript og indspillet i Frognerkilen. I en voksen alder havde han også mindre roller i enkelte film, som for eksempel Olsenbanden. Han var ofte ude med motorbåden om sommeren. Hans store hobby igennem årene var baneskyding med riffel, blandt andet på Gressholmen. Han er begravet på Vestre Gravlund i Oslo

## Filmografi
- 1964 – Nydelige nelliker
- 1968 – Sus og dus på by'n – Skraphandleren
- 1969 – Olsen-Banden – Tysk ambassadør
- 1973 – Olsenbanden og Dynamitt-Harry går amok – Quist, Ragnas Far